# Araneus frosti
Araneus frosti är en spindelart som först beskrevs av Henry Roughton Hogg 1896.  Araneus frosti ingår i släktet Araneus och familjen hjulspindlar. Inga underarter finns listade i Catalogue of Life.